# Prestation d'accueil du jeune enfant
 (mars 2020).
Pour les articles homonymes, voir Paje.
En France, la prestation d'accueil du jeune enfant (PAJE) est une aide financière mise en place par le gouvernement Raffarin II. Elle est versée par la caisse d'allocations familiales ou la Mutualité sociale agricole. La PAJE vient remplacer en 2004 l'allocation pour jeune enfant (APJE), l'Allocation parentale d'éducation (APE), l'Allocation de garde d'enfant à domicile (AGED), l'aide à la famille pour l'emploi d'une assistante maternelle agréée (AFEAMA) et l'allocation d'adoption.
C'est cette prestation qui a inspiré le nom du Centre Pajemploi, organisme de la sécurité sociale spécialisé dans la garde d'enfant.
Une prime à la naissance est disponible pour les parents ayant un enfant à charge au moment de la demande et ne dépassant pas un certain revenu. En 2024, ce montant est de 1 066,31 €  par enfant à naître.

## Contenu
La PAJE comporte :
- une prime de naissance ou d'adoption ainsi qu'une allocation de base, allocation mensuelle versée jusqu'aux 3 ans de l'enfant (soumises à condition de ressources).
- un complément de libre choix du mode garde, remboursant une partie des frais pour garde d'enfant par une assistante maternelle et/ou une garde à domicile ainsi que la prise en charge totale ou partielle des cotisations URSSAF, versé jusqu'aux 6 ans de l'enfant. Le versement de ce complément requiert que l'assistante maternelle soit agréée et que son salaire journalier par enfant gardé ne dépasse pas un plafond de référence.
- une prestation partagée d'éducation de l'enfant, qui remplace le complément de libre choix d'activité, pour les familles ayant un ou plusieurs enfants nés après le 1er janvier 2015.

### Évaluations
Une évaluation conduite en 2005 montre une simplification de la déclaration de l'assistante maternelle, une augmentation du nombre d'allocataires et une favorisation du libre choix du mode d'accueil par les familles.
Une autre étude, publiée en 2012, montre cependant une augmentation du nombre de mères qui quittent le monde du travail et un impact négatif sur les salaires de celles qui reprennent une activité.

## Prestation partagée d'éducation de l'enfant
En janvier 2015, la loi pour l'égalité réelle entre les femmes et les hommes est entrée en vigueur, avec pour objectif officiel de mieux répartir les responsabilités au sein des couples. La nouvelle allocation s'appelle la prestation partagée d’éducation de l’enfant (PreParE) Pour le premier enfant, la durée est de six mois maximum pour chaque membre du couple, dans la limite du premier anniversaire de l'enfant. À partir du deuxième enfant, la durée est de 24 mois maximum par parent jusqu’au troisième anniversaire de l'enfant, après déduction du nombre de mois de congé maternité post-natal.
Cette réforme n'a pas eu les résultats espérés, le nombre de pères prenant le congé parental n'ayant pas augmenté (4,4 % en 2016) : leur nombre a même baissé entre 2015 et 2016, passant de 19 150 à 18 140. Plus globalement, entre 2006 et 2016, le nombre de familles bénéficiant de cette allocation a chuté de près d’un tiers, pour tomber à 410 800 fin 2016. Et la baisse s’est accélérée ces dernières années : elle a atteint 9,8 % en 2016, après un recul de 7,6 % l’année précédente.